# David Jordan
Pour les articles homonymes, voir Jordan.
David Keith Jordan (né en 1985 à Barnet, dans le Grand Londres) est un chanteur-compositeur britannique.

## Biographie
Né d'une mère originaire de Montserrat et d'un père originaire de Calcutta, David Jordan écrit des chansons pop et rock depuis l'âge de 11 ans (après que ses parents ont divorcé). Durant son enfance, son idole musicale est Prince. Après avoir passé les neuf premières années de sa vie au Nord de Londres, Jordan décide d'aller vivre chez sa grand-mère à Enfield quand ses parents se séparent, jusqu'à ce qu'il déménage à Finchley alors qu'il a 16 ans. 
Adolescent, Jordan s'associe à un groupe de jeunes prometteurs, dont Amy Winehouse, avec qui il est resté ami.
Il est alors obsédé par l'écriture de chansons et l'obtention d'un contrat. Il suit des études de théâtre au lycée le jour et travaille chez Starbucks à New Oxford Street le soir, puis avec son ami producteur Jack Freegard dans les studios Fortress à Old Street. 
Le premier album de David Jordan, Set the Mood est produit par Trevor Horn et est sorti le 29 octobre 2007. En Angleterre, le single Sun Goes Down issu de l'album a atteint la 4e place des charts. En France, David Jordan a chanté dans l'émission Taratata la chanson Place In My Heart issu de son album et Video Killed the Radio Star, une reprise de Trevor Horn en duo avec lui.

## Discographie

### Albums
| Année | Single       | Position dans les charts | Position dans les charts | Position dans les charts |
| Année | Single       | RU                       | FRA                      | SUI                      |
| ----- | ------------ | ------------------------ | ------------------------ | ------------------------ |
| 2007  | Set the Mood | 13                       | 159                      | 60                       |

### Singles
| Année | Single            | Position dans les charts | Position dans les charts | Position dans les charts | Position dans les charts | Album        |
| Année | Single            | RU                       | IRL                      | ITA                      | SUI                      | Album        |
| ----- | ----------------- | ------------------------ | ------------------------ | ------------------------ | ------------------------ | ------------ |
| 2007  | Place in My Heart | -                        | -                        | -                        | -                        | Set the Mood |
| 2008  | Sun Goes Down     | 4                        | 20                       | 34                       | 42                       | Set the Mood |
| 2008  | Move On           | 68                       | -                        | -                        | -                        | Set the Mood |

### Clips
| Année | Chanson                    |
| ----- | -------------------------- |
| 2007  | Place In My Heart          |
| 2007  | Sun Goes Down              |
| 2008  | Move On                    |
| 2009  | Set The Mood               |
| 2011  | Don't Wanna (Hear You Say) |
| 2012  | Fallen Star                |
| 2012  | Wild, Wasted & Wonderful   |
| 2012  | Like a Winner              |
| 2014  | Sun Goes Down 2014         |